# Huangzhong

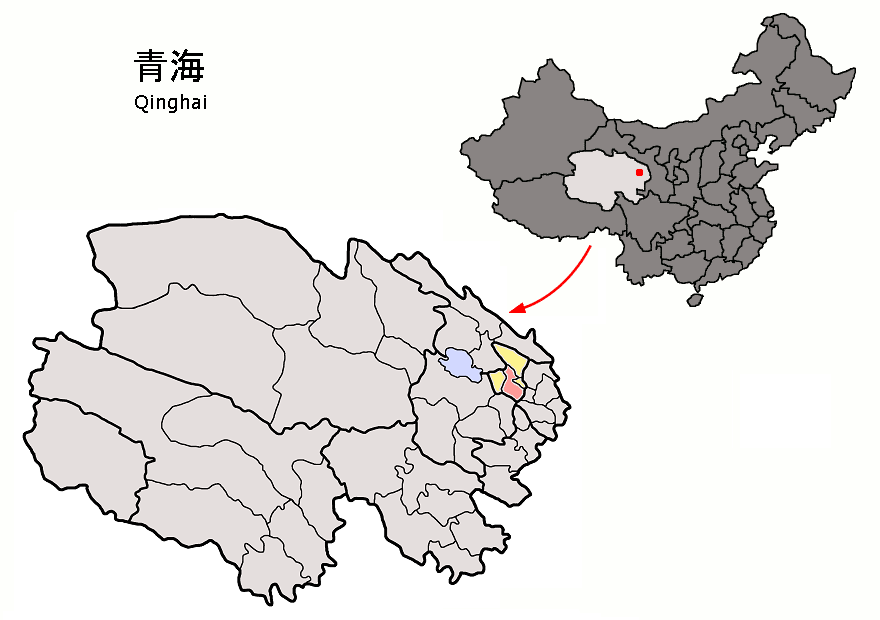
Lage von Huangzhong

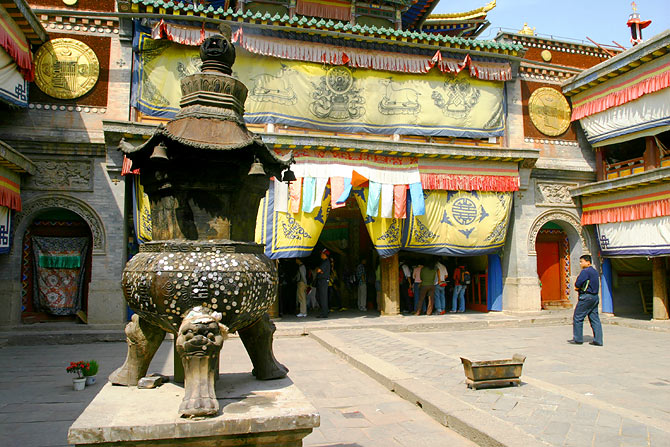
Im Kreis Huangzhong gelegenes Kloster Kumbum

Huangzhong (chinesisch 湟中区, Pinyin Huángzhōng Qū) ist ein Stadtbezirk der bezirksfreien Stadt Xining (tibet. Ziling), der Hauptstadt der chinesischen Provinz Qinghai. Er hat eine Fläche von 2.432 km² und zählt 395.043 Einwohner (Stand: Zensus 2020). Sein Hauptort ist die Großgemeinde Lushar (鲁沙尔镇).

## Administrative Gliederung
Auf Gemeindeebene setzt sich der Kreis aus zehn Großgemeinden, zwei Gemeinden und drei Nationalitätengemeinden zusammen. Diese sind (Pinyin/Chinesisch):
- Großgemeinde Lusha’er 鲁沙尔镇
- Großgemeinde Shangxinzhuang 上新庄镇
- Großgemeinde Tianjiasai 田家寨镇
- Großgemeinde Ganhedan 甘河滩镇
- Großgemeinde Gonghe 共和镇
- Großgemeinde Duoba 多巴镇
- Großgemeinde Lanlongkou 拦隆口镇
- Großgemeinde Shangfuzhuang 上五庄镇
- Großgemeinde Lijiashan 李家山镇
- Großgemeinde Xibao 西堡镇

- Gemeinde Tumenguan 土门关乡
- Gemeinde Haizigou 海子沟乡

- Nationalitätengemeinde Handong 汉东回族乡
- Nationalitätengemeinde Dacai 大才回族乡
- Nationalitätengemeinde Qunjia 群加藏族乡

## Ethnische Gliederung der Bevölkerung (2000)
Beim Zensus im Jahr 2000 hatte Huangzhong 448.465 Einwohner.
| Name des Volkes | Einwohner | Anteil  |
| --------------- | --------- | ------- |
| Han             | 337.354   | 75,22 % |
| Hui             | 70.920    | 15,81 % |
| Tibeter         | 38.153    | 8,51 %  |
| Tu              | 1.218     | 0,27 %  |
| Mongolen        | 532       | 0,12 %  |
| Manju           | 105       | 0,02 %  |
| Sonstige        | 183       | 0,04 %  |